# Шмидт, Манни
Манфред «Манни» Шмидт (нем. Manfred „Manni“ Schmidt, род. 27 ноября 1964 года, Андернах, Германия) — немецкий гитарист. Являлся участником групп Rage и Grave Digger.

## Биография
Начинал свою карьеру в группе Фактор-6. Был замечен и приглашён в группу Rage, где выступал с 1988 по 1994 годы.
В 2000 году был приглашён в Grave Digger, вместо ушедшего Уве Лулиса, и выступал с ней до 2009 года.

## Дискография

### Совместно с Rage
- Perfect Man — 1988 год;
- Invisible Horizons (сингл) — 1989 год;
- Secrets in a Weird World — 1989 год;
- Reflections of a Shadow (1990)
- Trapped! (1992)
- The Missing Link (1993)
- Ten Years In Rage (1994) (гостевое участие)

### Совместно с Grave Digger
The Grave Digger - 2001;
Rheingold - 2003;
Lost Tunes From The Vault - 2003;
The Last Supper - 2005;
Liberty Or Death - 2007;
Ballads Of A Hangman - 2009